# Orca Airways

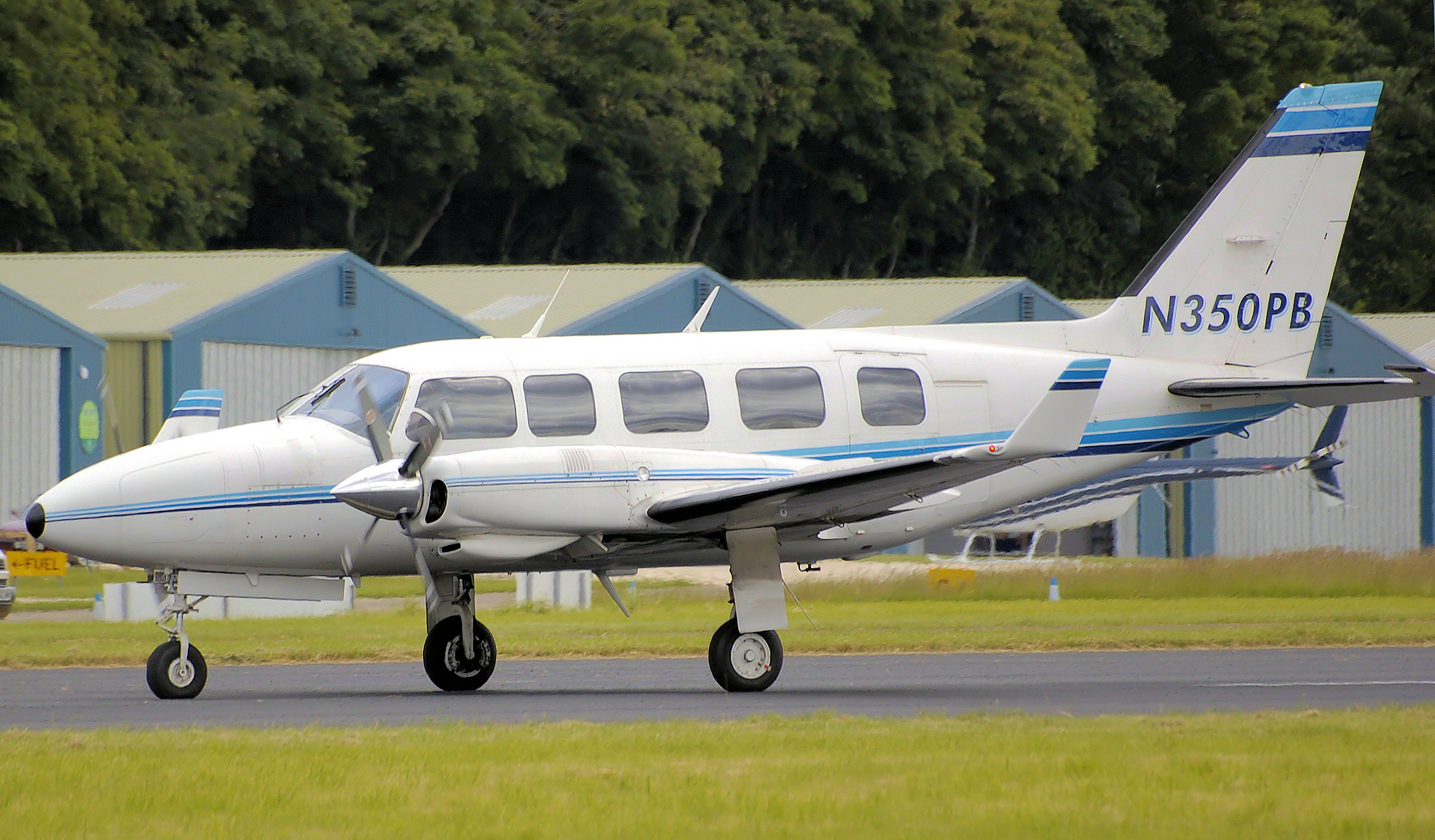
Piper PA-31 Navajo авіакомпанії Orca Airways

Orca Airways — колишня невелика канадська авіакомпанія місцевого значення зі штаб-квартирою в місті Ванкувер (Британська Колумбія), виконувала регулярні та чартерні пасажирські перевезення на невеликі населені пункти провінції. Припинила діяльність 30 квітня 2018.
Авіакомпанія експлуатує повітряний флот з восьми літаків Piper Navajo. Рейси перевізника у Міжнародному аеропорту Ванкувера обслуговуються в південному пасажирському терміналі.
Авіакомпанія Orca Airways була утворена в січні 2005 року і початку операційну діяльність у липні того ж року з виконання регулярних рейсів з Ванкувера в Аеропорт Тофіно. Протягом наступного року маршрутна мережа перевізника розширювалася в основному за рахунок чартерних пасажирських і вантажних перевезень в населені пункти Британської Колумбії.
Компанія повністю знаходиться у приватній власності сім'ї одного з канадських бізнесменів.

## Пункти призначення
Станом на серпень 2008 року авіакомпанія Orca Airways виконувала регулярні пасажирські рейси за наступними пунктами призначення:
- Канада
  - Абботсфорд — Міжнародний аеропорт Ебботсфорд
  - Квалікум-Біч — Аеропорт Квалікум-Біч
  - Тофіно — Аеропорт Тофіно
  - Ванкувер — Міжнародний аеропорт Ванкувер
  - Вікторія — Міжнародний аеропорт Вікторія
- Сполучені Штати Америки
  - Сіетл — Міжнародний аеропорт Сіетл/Такома (через свого партнера — регіональну авіакомпанія США Horizon Air, сезонні рейси)[6]

## Флот
Станом на 19 жовтня 2009 року повітряний флот авіакомпанії Orca Airways становили такі літаки::
- 8 × Piper PA-31 Navajo